# Sadowo
Sadowo (auch: Sadovo; bulgarisch: Садово) ist eine Stadt mit 2.295 Einwohnern (31. Dezember 2022) und Verwaltungszentrum einer gleichnamigen Gemeinde in der Oblast Plowdiw in Zentralbulgarien. Die Stadt liegt 15 km östlich von Plowdiw und 15 km nordöstlich von Assenowgrad. 
Die Mariza verläuft nördlich, 1 km entfernt. 
Die Autobahn A1 verläuft nördlich in 10 km Entfernung.
Der Ort hat einen Bahnhof an der Bahnlinie von Plowdiw nach Swilengrad an der türkischen Grenze. Von dort kann man weiter bis Istanbul reisen.
In Sadowo wurde im Jahre 1916 mit 45,2 °C die bisher höchste Temperatur in Bulgarien registriert.
Der größte Teil der Bevölkerung ist in der Landwirtschaft beschäftigt. Diese ist aufgrund der fruchtbaren Böden und wegen des hohen Niveaus an Mechanisierung effizient und sehr produktiv. Hauptsächlich werden Äpfel, Tomaten, Pfeffer, Weizen, Gerste und Reis angebaut.